# يوجين نيلسن
يوجين نيلسن (بالنرويجية البوكمول: Eugen Nielsen)‏ هو مهندس معماري نرويجي، ولد في 10 سبتمبر 1884، وتوفي في 11 يوليو 1963.